# یوهانا ریوا
یوهانا ریوا کاراپتیان (ارمنی: Յոհանա Ռիվա Կարապետյան؛ اسپانیایی: Johana Riva Garapetian‎؛ زادهٔ ۲۳ نوامبر ۱۹۹۳) مدل ارمنی‌تبار اهل اروگوئه و دارنده عنوان نمایش زیبایی است که تاج دوشیزه اروگوئه ۲۰۱۴ را به‌دست آورد و نماینده کشور در دوشیزه جهان ۲۰۱۴ بود.

## زندگی‌نامه
وی در ۲۳ نوامبر ۱۹۹۳ در مونته‌ویدئو به دنیا آمد وی به زبان‌های ارمنی، اسپانیایی و انگلیسی تسلط دارد..